# 野々宮神社 (羽島市)
野々宮神社（ののみやじんじゃ）は、岐阜県羽島市江吉良町に鎮座する神社。

## 概要
- 創建時期は不詳。応永8年（1401年）に社宮神を勧請したのが始まりといわれている[1]。その後、江吉良島の石仏を合祀し、江吉良島神社とも称したという（後に石仏は境内に建立された地蔵堂に移転）[1]。
- この付近が倭姫命が伊久良河宮から中島宮へ向かった道筋にあたることから、倭姫命と天照大神を祀った神社を建立したという[1]。
- 1972年（昭和47年）6月に岐阜県神社庁より県神社庁長参向指定神社（金幣社）の指定を受ける[2]。
- 境内は10月末から11月上旬に行われる「え・ふねイルミネーションフェア」の会場となっている[3][4]。

## 祭神
- 倭姫命
- 天照皇太神

## 祭事
- 例祭

10月8日

## 文化財
野々宮神社の狛犬
- 木彫の狛犬一対。1981年（昭和56年）12月に羽島市の有形文化財に指定されている[5]。
- 石佛
- 2体の石仏。大永8年（1528年）と天文7年（1538年）製作。1957年（昭和32年）に羽島市の有形民俗文化財に指定されている[6]。

## 交通アクセス
- 名古屋鉄道竹鼻線・羽島線江吉良駅下車、徒歩で約2分。